# Montgomery (Indiana)
Montgomery és una població dels Estats Units a l'estat d'Indiana. Segons el cens del 2000 tenia 368 habitants.

## Demografia
Segons el cens del 2000, Montgomery tenia 368 habitants, 140 habitatges, i 100 famílies. La densitat de població era de 592 habitants/km².
Dels 140 habitatges en un 35% hi vivien nens de menys de 18 anys, en un 57,9% hi vivien parelles casades, en un 10,7% dones solteres, i en un 27,9% no eren unitats familiars. En el 23,6% dels habitatges hi vivien persones soles el 10,7% de les quals corresponia a persones de 65 anys o més que vivien soles. El nombre mitjà de persones vivint en cada habitatge era de 2,61 i el nombre mitjà de persones que vivien en cada família era de 3,11.
Per edats la població es repartia de la següent manera: un 25,8% tenia menys de 18 anys, un 10,1% entre 18 i 24, un 31,8% entre 25 i 44, un 19,6% de 45 a 60 i un 12,8% 65 anys o més.
L'edat mediana era de 34 anys. Per cada 100 dones de 18 o més anys hi havia 96,4 homes.
La renda mediana per habitatge era de 36.944 $ i la renda mediana per família de 44.205 $. Els homes tenien una renda mediana de 29.107 $ mentre que les dones 17.206 $. La renda per capita de la població era de 15.156 $. Entorn del 5,8% de les famílies i el 10,8% de la població estaven per davall del llindar de pobresa.

## Poblacions més properes
El següent diagrama mostra les poblacions més properes.